# Luis Radiche
Luis Alberto Radiche Tomás (Montevideo, 8 ottobre 1927 – ...) è stato un calciatore uruguaiano, di ruolo portiere.

## Carriera

### Club
Giocò sempre nel campionato uruguaiano.

### Nazionale
Con la maglia della Nazionale ha collezionato 7 presenze.